# MVG B sorozat

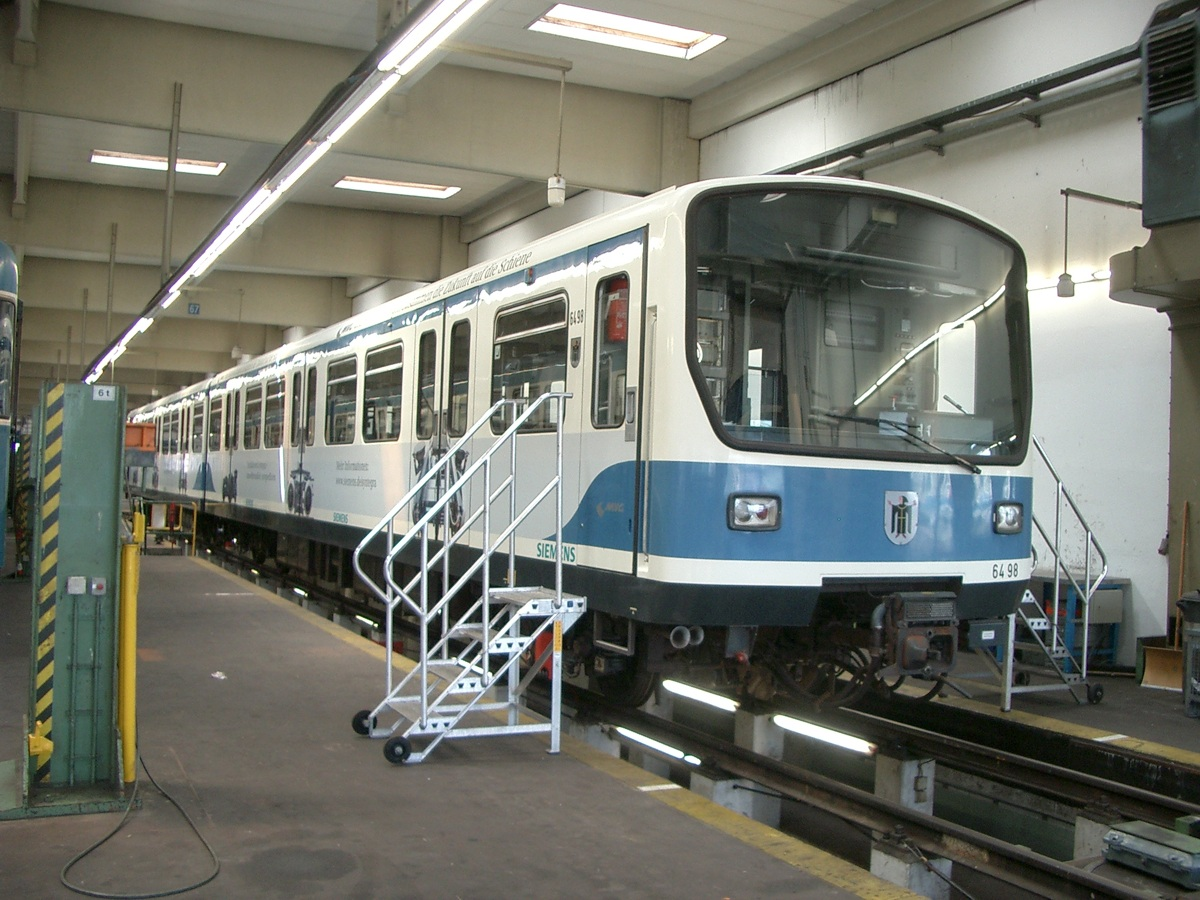
Az egyik metrókocsi a műhelyben

Az MVG B sorozat egy metrókocsi-sorozat, mely a Müncheni metró hálózatán üzemel. 1981 és 1995 között összesen 63 kétrészes motorvonatot (összesen 126 kocsit) gyártott a DWA, a MAN és a MBB.

## Alsorozatok
| Típus | Pályaszám | Gyártásban |
| ----- | --------- | ---------- |
| B1.4  | 494-499   | 1981       |
| B2.7  | 501-535   | 1987       |
| B2.8  | 551-572   | 1994       |